# Дани гљива, лековитог биља и шумских плодова
Дани гљива, лековитог биља и шумских плодова је гастрономско-туристичка и културна манифестација која се одржава од 2018. године и траје три дана у Сврљигу.
Организатор манифестације је Удружење грађана „Сварог” и Центар за туризам, културу и спорт, а покровитељи Општина Сврљиг.
Први дан манифестације је предвиђен је за бербу гљива, лековитих трава и шумских плодова, која се одвија на просторима сврљишких планина. Другог дана, центар дешавања је у градском парку, где посетиоци имају прилике да разгледају изложбу гљива и биља, а поред тога, одржава се и такмичење у припреми „Пастирског котлића”. Трећи дан манифестације је углавном предвиђен за излете и обилазак најлепших предела које Сврљиг нуди, као што су Нишевачка клисура, Котлови на Белици и многа друга туристичка места овог краја.
Циљ манифестације је едукација о правилном сакупљању, коришћењу и заштити гљива и биља.